# Glasstårta

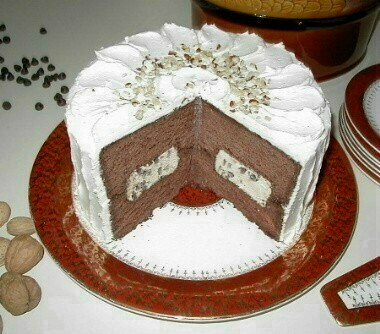
Glasstårta

En glasstårta är en tårta huvudsakligen bestående av glass och ibland med en botten av maräng. Ofta garnerad med chokladsås, godis eller bär. Den härstammar från ett slags efterrätt som blev populär under renässansen och baserades på grädde varvat med kaksmulor (eller sockerkaka). Glasstårta började säljas i affärerna i USA på 1960-talet och i Europa på 1970-talet.